# E-sport

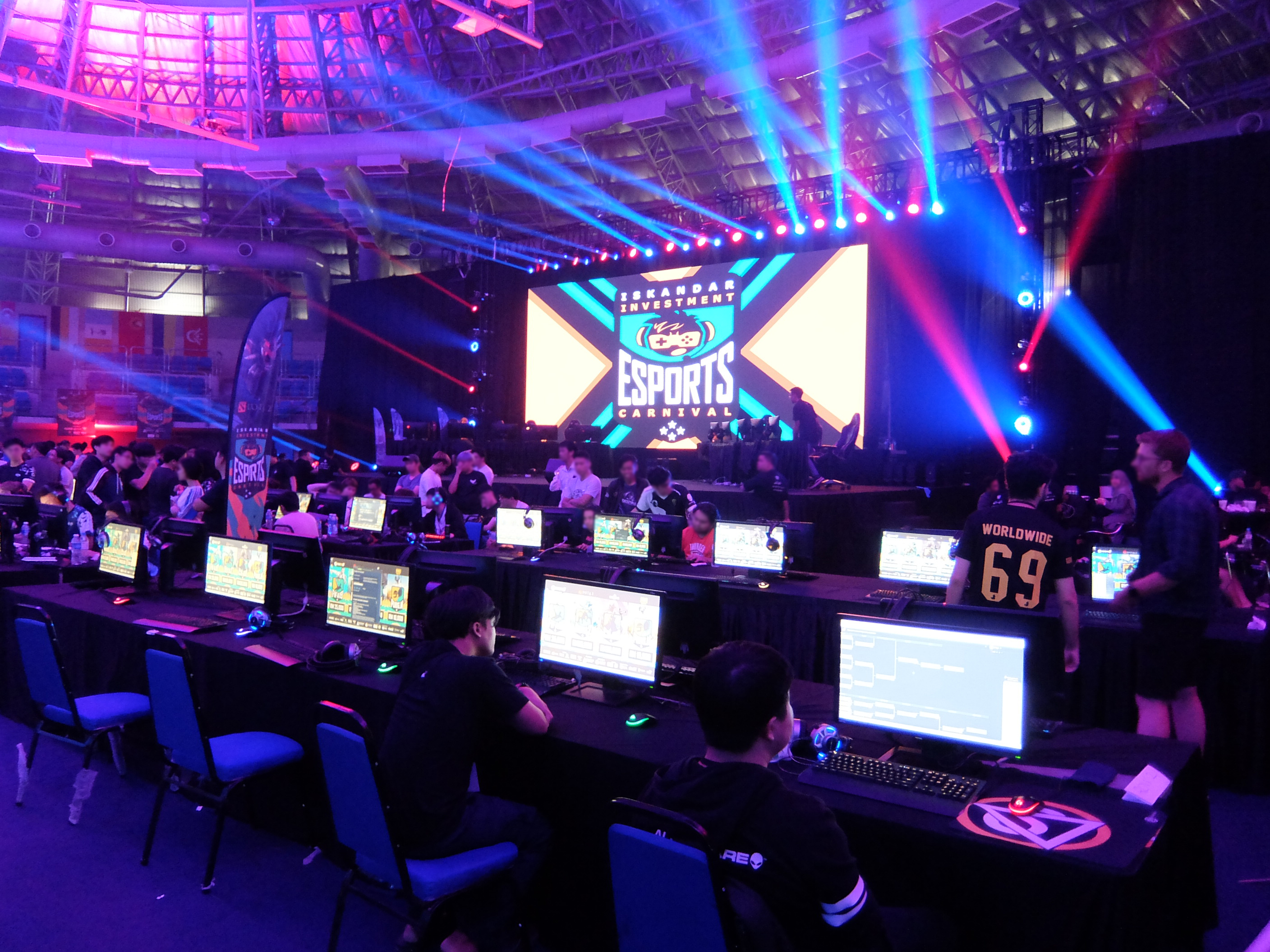
E-sport

Az elektronikus sport (röviden e-sport) résztvevői amatőr vagy professzionális módon, versenyszerűen foglalkoznak az egyes videójátékokkal, ebből fakadóan a játékos megjelölés mellett e-sportolóknak is nevezik őket.
Valószínűleg a Wii játékkonzoltól ered a sport elnevezés, mert a mai e-sportot jelölő játékokban nincs szinte semmi fizikai munka, nem a testi fizikummal kell teljesítenie az embernek. Az e- az „elektronikus” szó rövidítése. Magyarországon kb. 2005-2006 óta van a köztudatban a kifejezés, de csak a 2010-es évek utánra nőtte ki magát annyira, hogy többen is elismerik e szó valódi értelmét. Ahogy a rendes sportban, itt is vannak „sportolók”, akik pár éve már rendes bejelentett munkahelynek veszik ezt a tevékenységet, és fizetéssel járó bejegyzett munkahely hiányában „gamer ház”-akban laknak. Ez azt jelenti, hogy egy csapat játékosai összeköltöznek egy házba, ahol a támogatók és saját maguk megépítik a felkészüléshez szükséges helyet. Itt egy normális házról van szó, ami tartalmazza a kellő mennyiségű és teljesítményű számítógépet. 2017-ben az e-sport-közösség összesen mintegy 385 millió embert foglalt magába világszerte.
Az e-sporthoz tartozó leggyakoribb játékok műfajai a MOBA (online többjátékos csatamező), FPS (belsőnézetes lövöldözős játék), verekedős, kártyajátékok, battle royale és a valós idejű stratégiai játékok (RTS). A népszerű e-sport MOBA címek közé tartozik a Leauge of Legends, Dota 2, Smite. A belsőnézetes lövöldözős játékoknál (FPS) gyakran szerepel a Counter Strike Global Offensive, Rainbow Six Siege és a Call of Duty, melyek inkább a taktikai lövöldözős játékok kategóriájába tartoznak. A kártyajátékok közül az egyik legelterjedtebb pedig a Hearthstone, battle royale kategóriában pedig a PlayerUnknown's Battlegrounds.
2019-re a becslések szerint, a világon összesen közel 427 millió ember fogja figyelni az otthonából az e-sport mérkőzéseket. Az e-sport terjedésének és a számok növekedésének kiemelt szerepet biztosítottak egyes online streaming platformok, mint például a YouTube, Twitch. A Major League Gaming statisztikái alapján, a nézők 85%-ban férfiak, és 15%-ban nők voltak, a nézők életkora átlagosan pedig 18 és 34 év között volt. A statisztikák ellenére így is egyre többen látják be, hogy nők is jelen vannak az e-sport világában. Dél-Koreában már a 2000-es évektől megjelentek az e-sport szervezetek amelyek egybefogták a játékosokat. A legtöbb versenyt így Dél-Koreában, Európában és Amerikában rendezik. A nagy fejlődések ellenére Japánban nem annyira elterjedt, ez a szerencsejátékok szigorításának és tiltásoknak köszönhető.
A teljes globális e-sport piac megközelítőleg 325 millió dollárt generált a 2015-ös évben és megközelítőleg 429 millió dollárt ért el a 2016-os évben. 2015-ben összesen 226 millió emberhez jutott el az e-sport valamely formában.

## Történelme

### Korai években (1972–1989)
A legelső feljegyzett e-sport versenyt a Stanfordi Egyetemen, 1972 októberében rendezték meg Spacewar! játékban. Ezt a versenyt elnevezték Intergalactic Spacewar Olympicsnak. A díjazás egy Rolling Stone magazin előfizetése volt. Stewart Brand, 33 éves tanuló nyerte meg az első Intergalactic Spacewar Olympicsot. Következtetésképpen Ő volt az első személy, aki valamilyen e-sport versenyt megnyert, és díjazott lett.
1980 nyarán Walter Day megalapította a Twin Galaxies nevű szervezetet, amelynek a célja az volt, hogy a játékban elért világrekordokat egy helyen legyenek képesek gyűjteni, és számontartani az éppen rekordot tartó személyt vagy személyeket. A szervezet segített a játékok népszerűsítésében és kiadványokban támogatták őket, például a Guinness World Records könyvében.

### Fejlődő játékok (1990–1999)
Megjelentek a verekedős játékok, köztük a Street Fighter II (1991), ahol kettő játékos képes volt egymás ellen küzdeni. Az eddigi rekordok helyett mostantól már nem pontszámra játszottak az itteni játékosok, hanem egymás legyőzésére, azaz a 'face-to-face' győzelemre. Ezzel megjelentek a piacon az akciójátékok, amelyek új utat nyitottak az e-sportnak és a szabadidős játékosoknak egyaránt.

### A jövő játékai (2000–napjaink)
A kétezres években elterjedtek a televíziós szokások. A terjedés segítette egyben az e-sport terjedését is Dél-Koreában, ahol televízióban adtak le több játékot is, de később dedikált tv-csatornákat hoztak létre, ahol a játékokat követhették az érdeklődők a nap 24 órájában, például a Ongamenet és az MBCGame. Máshol a televíziós lefedettség nem volt annyira elterjedt. A német GIGA televíziós csatorna biztosította a lefedettséget egy ideig, majd 2009-ben véglegesen lekapcsolásra került. Nagy-Britanniában az e-sportnak az XLEAGUE.TV adott helyet egészen 2007-től 2009-ig, ezt követően leállították a műsorszórást.
A vállalatok is felismerték a jeleket, hogy a versenyszerű játéknak lehet jövője, így a Nintendo először tartotta meg a Wii Games Summer 2010 elnevezésű versenyét. A több mint 1 hónapig tartó versenyen közel 400 000 fő vett részt, amit a vállalat legsikeresebb versenyének lehetett elkönyvelni.

## Külföldön
Külföldön az esports szinte már egy kultuszt jelöl. A fiatal társadalom ezzel a szóval nő fel, amit az 1990–95-ben születettek hoztak létre. A külföldi nagyobb csapatoknál a dolgozó sportolók éves fizetése eléri akár a 100 000 dollárt is, ami egy hagyományos sportolóhoz képest is magasnak számít. A híresebb játékosokat (a hagyományos sporthoz hasonlóan) időnként nagy cégek is támogatják. Míg régen az volt a gyakori, hogy egy összeszokott csapat, akik évekig együtt játszottak, felkeresett egy nagyobb multigaming (MG) csoportot (egy nagyobb egyesület, akik több játékban is jelen vannak, nem csak egyben, mint egy csapat), hogy csatlakozzanak hozzájuk, és támogatást nyújtanak nekik, mostanában annyira nagy mozgások és átalakulások voltak ezen a téren, amikor egy MG kivásárolta a játékosokat, hogy saját nevét összetegyen egy csapatot és úgy fussanak. Viszont bármilyen csapatot nem lehet csak pénzen összetenni, ha a játékosok nincsenek összeszokva.
Egyes keleti országokban már külön stadionokat építenek ennek a szenvedélynek hódolva.

## Magyarországon
A magyar kultúra távol áll még ettől az új keletű dologtól, sajnos ezt a hozzáállásban és a társadalom modernségén lehet a legjobban észre venni. A magyar játékosok fele olyan céltudatos és kitartó, mint a külföldi társaik. Jelenleg kevés olyan személy van Magyarországon, aki képes volt ezen a szinten tartani magát. Hazai szinten is vannak biztosítva lehetőségek különböző platformokon (pl. FaceIT), de akár különböző szervezetek is támogatják ezeket a rendezvényeket. Az első ilyen nagyobb rendezvény a V4 Future Esport volt Magyarországon 2018-ban. Később a Magyar Nemzeti Esport Bajnokság volt az első nagyobb olyan rendszer, amely ligarendszer alapúan nyújtott lehetőséget a játékosoknak a versenyszerű játékra. Ami nagyszerű, az az, hogy most 2021-2022-ben is lesz Magyar Nemzeti Esport Bajnokság, szóval lassan Magyarországon is kezd felvirágozni az e-sport.

## Közvetítés
A játékért rajongók az internetes térben tudják követni a legtöbb játékot, amit közvetítenek több különböző platformra. A legismertebb platformok közé tartozik a Twitch, Youtube, később a Facebook is szerződést kötött az ESL-lel, hogy a közvetítések ezen a platformon történjenek.

## Forrás
- https://www.esport1.hu
- esportmilla.hu
- https://v4futuresports.eu
- https://mneb.hu